# Buc llis

Una comparació de la construcció de buc tinglat i buc llis. Les quadernes d'un buc llis són molt més pesants que les quadernes d'un buc tinglat.

En nàutica el buc llis és un mètode de construcció d'embarcacions en què els taulons del buc es col·loquen vora contra vora i es subjectaven amb algun tipus de fixaciócontra un marc robust (quadernes), formant així una superfície llisa. Tradicionalment, els taulons no s'uneixen ni s'enganxen entre si, només hi ha un segellador o calafatament entre els taulons per tal de mantenir el buc estanc a l'aigua. Els constructors de buc llis moderns poden també unir els taulons entre si amb coles o epoxi.

## Termes al Mar del Nord
A l'edat mitjana, a Anglaterra s'empraven els termes del "Middle English" carvel, carvelle, carvile, kervel (“petit vaixell; caravel"); del francès antic caruelle, carvelle, kirvelle. La paraula anglesa està relacionada amb l'holandès mitjà karveel.

## Història
El vaixell danès de l'edat del bronze, Hjortspring, és la primera evidència de la construcció de buc tinglat al nord d'Europa que data del segle iv aC. Els exemples més coneguts d'aquest tipus de construcció s'atribueixen als víkings amb vaixells com l'Oseberg, el Gokstad, els vaixells víkings de Roskilde i els naufragis del fiord de Schlei, només per citar-ne alguns. La construcció de buc llis va ser un dels desenvolupaments crítics que va donar preeminència com potència marítima de l'Europa occidental durant l'era de la vela i més enllà. La construcció de buc llis es va desenvolupar des de l'antic mètode mediterrani d'unió de caixa i metxa fins a la tècnica de construcció del primer buc de amb esquelet (quadernes), que va sorgir gradualment a l'època medieval. Els primers grans vaixells construïts amb buc llis van ser les carraques i caravel·les dels segles XIV i XV, desenvolupats a la Península ibèrica pels regnes de Portugal, Aragó i Castella en els viatges transoceànics de l'Edat dels Descobriments. El conflicte entre cristians i musulmans a Ibèria anava oscil·lant cap al bàndol cristià, representat pels regnes de Portugal, Aragó i Castella La invenció del buc llis s'atribueix generalment als portuguesos que van ser els primers del període a explorar les illes atlàntiques. Aquests navegants van navegar més al sud al llarg de la costa d'Àfrica, buscant una ruta comercial cap a l'Extrem Orient per evitar els costosos intermediaris de les civilitzacions de la Mediterrània oriental que controlaven les rutes terrestres del comerç de les espècies. Les espècies, a l'època, eren luxes cars i tenien un ús medicinal.

### Buc llis vs. buc tinglat
El buc tinglat era el mètode predominant de construcció de vaixells utilitzat al nord d'Europa abans de la buc llis. En els bucs construïts amb buc tinglat, les vores de taulons se superposen; La construcció buc llis amb el seu fort marc de quadernes dona un buc més pesat però més rígid, capaç d'admetre una varietat d'aparells de vela. La construcció de buc tinglat (lapstrake) implica taulons de "fusta trencada" (fusta dividida) superposades longitudinalment que es fixen entre si sobre costelles molt lleugeres. Un vaixell de buc llis té una superfície més llisa que dona la impressió que és més eficient hidrodinàmicament, ja que les vores exposades del tauler d'un buc tinglat semblen pertorbar la línia de corrent i provocar arrossegament. Sens dubte, un buc tinglat té una àrea humida una mica més gran, però un buc buc llis no és necessàriament més eficient: per a una mida determinada del buc, el vaixell de buc tinglat és en general més lleuger i desplaça menys aigua que un buc buc llis amb una pesada estructura interna de quadernes.
A mesura que els vaixells de càrrega es van fent més grans, el pes del vaixell es torna petit en comparació amb el desplaçament total; i per a un volum extern determinat, hi ha un espai interior disponible més gran en el buc. Un vaixell de buc tinglat les quadernes del qual ocupen menys espai que les d'un vaixell buc llis és més adequat per a càrrega voluminosa que no pas densa.
Un avantatge estructural de la construcció de buc tinglat és que constitueix un vaixell que pot girar i flexionar amb seguretat al voltant del seu eix llarg (el que va de proa a popa). Aquest és un avantatge a l'Atlàntic Nord sempre que el vaixell tingui un petit desplaçament global. A causa de la naturalesa lleugera del mètode de construcció, l'augment de la mànega no va augmentar proporcionalment la supervivència del vaixell sota les forces de torsió que sorgeixen quan, per exemple, es navega amb vent de popa, el tren d'onades incideix al quarter posterior en lloc d'impactar directe contra la popa. En aquestes condicions, per a grans amplàries de mànega, els vaixells poden ser més vulnerables. A mesura que les forces de torsió augmentaven en proporció al pes desplaçat (o de càrrega), les forces incidents sobre el buc van imposar un límit superior a la mida dels vaixells construïts amb buc tinglat. La major rigidesa de la construcció de buc llis es va fer necessària per a l'estabilitat dels grans vaixells de càrrega en alta mar. Més tard, els grans vaixells de vela construïts amb buc llis van poder superar "vàries vegades" la mida màxima dels vaixells construïts amb buc tinglat.
Una altra limitació del buc tinglat és que no suporta fàcilment les càrregues puntuals associades a les plataformes de vela llatina o sloop, i s'ha demostrat que, almenys algunes d'aquestes veles a proa i a popa són desitjables per a la maniobrabilitat. El mateix problema a l'hora de proporcionar càrregues concentrades fa que hi hagi dificultats per col·locar i suportar una orsa o una quilla profunda, molt necessàries quan es navega al través o de bolina. Es poden afegir fustes de reforç, però sempre amb una certa pèrdua dels beneficis fonamentals de la senzillesa d'aquest mètode de construcció. De fet, a construcció de buc tinglat segueix sent un mètode útil de construcció per a vaixells de fusta petits, especialment els vaixells de navegació marítima que han de ser prou lleugers per ser fàcilment moguts i emmagatzemats quan estan fora de l'aigua.

### Construcció endoblediagonal
La construcció de doble diagonal va ser un desenvolupament del segle xix. En lloc d'un sol gruix de taulons de buc, hi havia dues capes més fines. Es construïa el buc monobuc interior, i abans que s'apliqués la capa exterior de taulons, el buc interior es cobria amb una capa de llençols de lli o calicó encolada sobre el buc. Després s'afegia la segona capa de taulons, amb els nous taulons en angle respecte al de la primera capa. Aquest enfocament més aviat modern va proporcionar un buc molt més rígid i fort, sempre que el calafatejat pogués mantenir l'estanquitat a l'aigua i evitar el deteriorament del lli i l'adhesiu. La construcció de lli va ser potser un precursor de l'emmotllament en fred.

### Mètodes moderns de buc llis
Els mètodes tradicionals de buc llis deixen un petit espai entre cada tauló que es calafateja amb qualsevol material fibrós, flexible i adequat, de vegades combinat amb una substància d'unió com el quitrà, per evitar que es desgastés gradualment i l'aigua es filtrés dins del buc. Quan l'embarcació estava varada durant un període llarg de temps, els taulons s'assecaven i s'encongien, de manera que quan es tornava a posar a l'aigua de nou, hi havia filtracions, tret que es tornés a calafatejar, una feina que requereix temps i esforç físic. La variació moderna és utilitzar taulons molt més estrets que estan encolats per les vores en lloc calafatejar-los. Amb les polidores de potència modernes es produeix un buc molt més llis, ja que es poden eliminar totes les petites crestes entre les taules. Aquest mètode va començar a ser molt comú a la dècada de 1960 amb la disponibilitat més estesa de coles impermeables a l'aigua, com el resorcinol (cola vermella) i després la resina epoxi. Les modernes coles impermeables, especialment la resina epoxi, han provocat canvis revolucionaris en la construcció tant del buc llis com del buc tinglat. Tradicionalment, els claus (ungles) proporcionaven la força de subjecció; ara és la cola. Des de la dècada de 1980 s'ha tornat força comú que la construcció de buc llis i buc tinglat confiï gairebé només en cola per a la fixació. Molts vaixells petits, especialment esquifs de fusta contraxapada lleugera, es construeixen sense cap element de fixació mecànic com ara claus i cargols, ja que la cola és suficientment forta.

### Emmotllament en fred
L'emmotllament en fred o el taulell de tires és un desenvolupament més modern de buc llis. Aquest últim s'utilitza per a petites embarcacions i caiacs, per als quals el buc està format per tires estretes de fusta construïdes sobre una plantilla de fusta, després enganxades. Els vaixells més grans poden tenir dues o tres capes de tires que, al ser de contraplacat preformat, formen un monobuc lleuger, fort i rígid a la torsió que necessita poc o cap emmarcat estructural. El buc modelat en fred pot tenir un revestiment epoxi (tant a l'exterior com a l'interior) per a la durabilitat i per ser més estanc. L'epoxi pot ser transparent (per mostrar la bellesa de la fusta) o de color i es pot reforçar amb fibra de vidre.

## Vídeos
- Vídeo de dos operaris col·locant llates del folre en el buc d'un iot.